# Phân

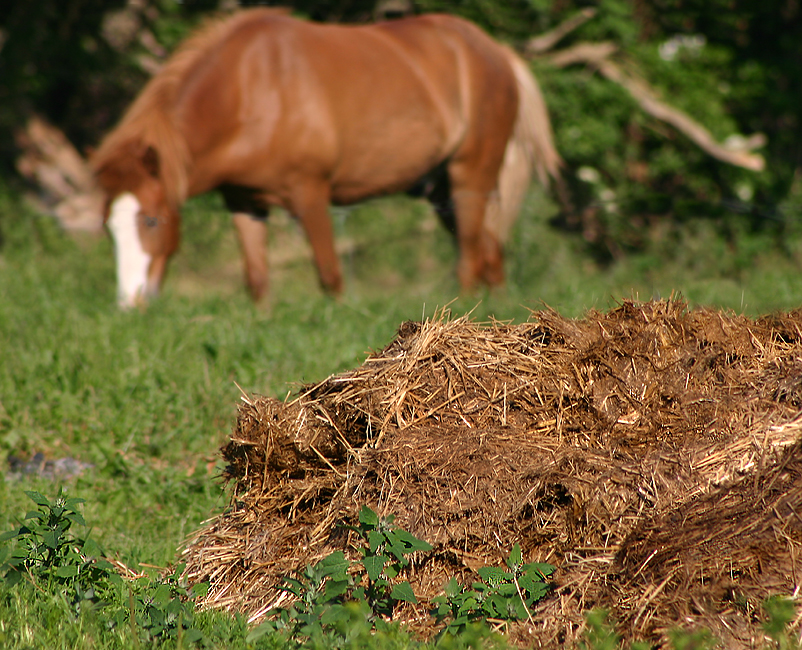
Phân ngựa

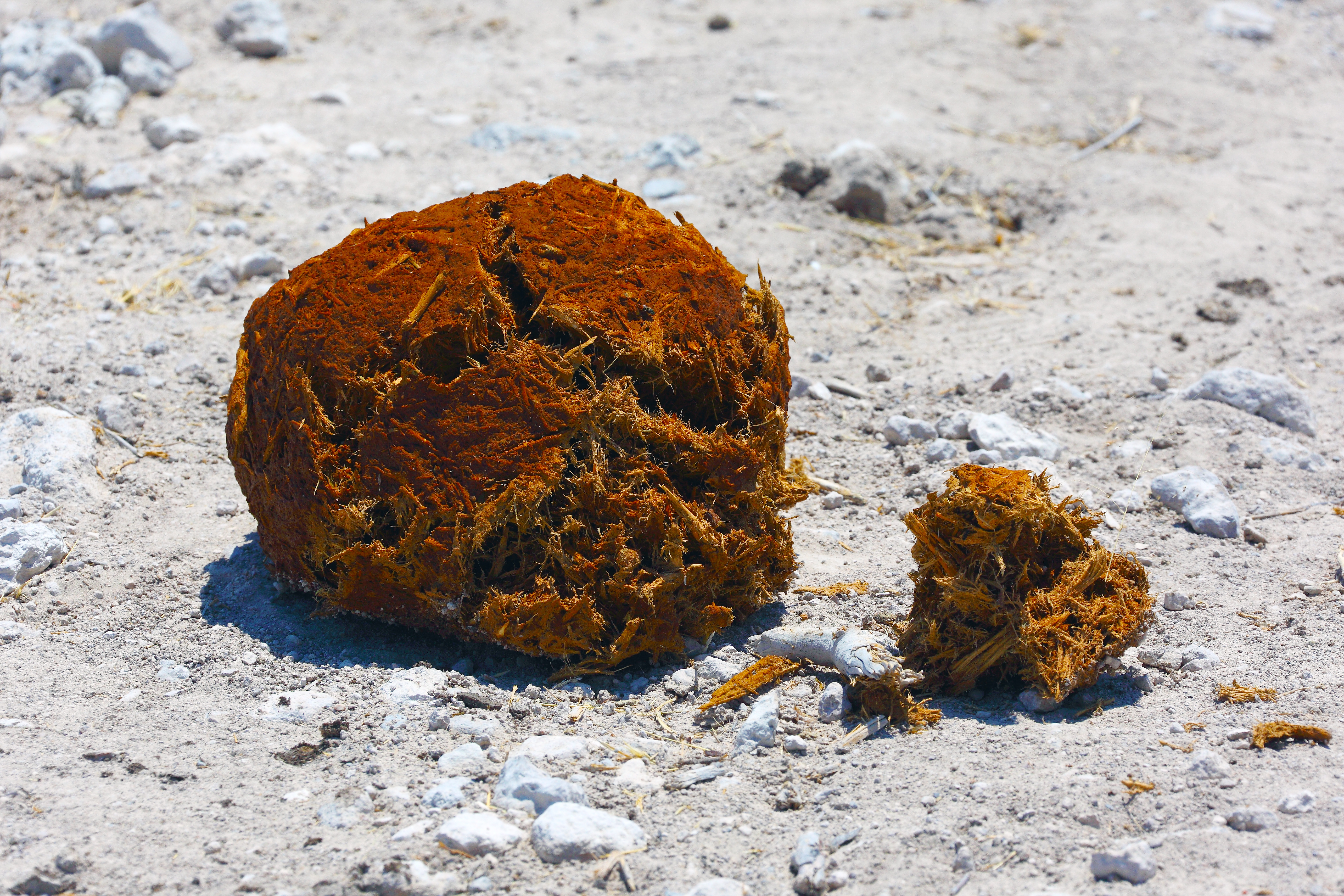
Phân voi

Phân (hay thường được gọi một cách thô tục là cứt) là sản phẩm cuối của quá trình tiêu hóa thông qua hậu môn của người hay động vật. Phân là chất cặn bã hình thành từ thức ăn, hay nói cách khác thức ăn còn thừa lại, không cần thiết hoặc có hại cho cơ thể, sau giai đoạn tiêu hóa sẽ trở thành phân để phóng thích khỏi cơ thể. Phân có nhiều ứng dụng, như là phân bón hoặc chất bổ sung cho đất trong nông nghiệp, như một nguồn nhiên liệu, vật liệu xây dựng, hoặc cho các mục đích y tế (cấy ghép phân hay phương pháp trị liệu vi khuẩn phân trong trường hợp phân người).
Tiêu chảy thường do một loại virus hoặc đôi khi do thực phẩm nhiễm bẩn gây ra. Trong trường hợp ít gặp hơn, đây có thể là dấu hiệu của một tình trạng rối loạn khác, chẳng hạn như bệnh viêm ruột hoặc hội chứng ruột kích thích.Táo bón là tình trạng nhu động ruột không xảy ra thường xuyên hoặc khó khăn trong việc đi đại tiện kéo dài trong vài tuần hoặc lâu hơn. Bệnh nhân có thể nhận biết thông qua việc có ít hơn 3 lần đi đại tiện trong tuần, táo bón cũng được xác định ở những người đi đại tiện nhiều lần trong ngày, nhưng phân nhỏ hoặc cứng.

## Dạng tồn tại
Phân đa số là ở dạng rắn. Các trường hợp phân có dạng lỏng thường nguyên nhân là do cơ thể có mang bệnh hoặc sổ ruột. Triệu chứng sản xuất ra phân lỏng liên tục được gọi là tiêu chảy. Phân thường có mùi thối, có lúc "chua" (thường là phân lỏng) đôi lúc lại rất hăng.
Mỗi ngày, một người trưởng thành thải ra ngoài khoảng 150g phân. trong đó 65% là nước, 35% là chất rắn gồm các sản phẩm bài tiết như các chất hòa tan trong ether (15%), hợp chất có nitơ (5%), các chất vô cơ (15%), xác vi sinh vật, thực phẩm không tiêu hóa được...